# Камышино (Купинский район)
Камышино — деревня в Купинском районе Новосибирской области России. Входит в состав Ленинского сельсовета.

## Современное состояние
В деревне, по данным КЛАДР, две улицы: Молодёжная и Центральная. Работает фельдшерско-акушерский пункт (ФАП), обеспечивающий здравоохранение жителей сельского поселения. Установлен памятник погибшим в ходе Великой Отечественной войны уроженцам деревни, представляющий из себя скульптурное изображение женщины с получившим ранение солдатом работы скульптора Е. Вучетича. Есть средняя общеобразовательная школа (10 кабинетов, на 2023 год 27 учеников). Не действуют детский сад и ряд сельскохозяйственных предприятий. Есть остановка общественного транспорта, деревня связана автобусным сообщением с райцентром Купино и рядом других деревень и сёл.

## География
Площадь деревни — 79 гектаров.

## Население
| 2002 | 2007 | 2010 |
| ---- | ---- | ---- |
| 561  | ↘510 | ↘467 |

## Инфраструктура
В деревне по данным на 2007 год функционируют 1 учреждение здравоохранения и 1 учреждение образования.